# Lanfeust Odyssey
 (mai 2024).
 (novembre 2009).
Si vous disposez d'ouvrages ou d'articles de référence ou si vous connaissez des sites web de qualité traitant du thème abordé ici, merci de compléter l'article en donnant les références utiles à sa vérifiabilité et en les liant à la section « Notes et références ».
Lanfeust Odyssey (anciennement Lanfeust de Syxte) est une série de bande dessinée. Le scénario est de Christophe Arleston, les dessins de Didier Tarquin. Il s'agit du troisième cycle des aventures de Lanfeust, un apprenti forgeron de la planète Troy, qui fait suite à Lanfeust des Étoiles.

## Synopsis
Troy, le monde mythique où chacun possède un pouvoir magique différent. Simple forgeron doté de la capacité de faire fondre le métal d'un seul regard, Lanfeust est devenu le héros qui a sauvé l'univers. Mais à son retour, si moins de deux années se sont écoulées pour lui, c'est presque vingt ans qui sont passés sur Troy.
Accompagné de son fidèle compagnon Hébus le troll, il va devoir faire face à un monde où il est presque une légende pour les nouvelles générations, et parfois une gêne pour les anciennes.

## Personnages
Lanfeust est le héros principal de ce nouveau cycle. À la différence de Cixi, Hébus intègre lui aussi les nouvelles aventures. Sur Troy, on retrouve également Nicolède, C'ian et le chevalier Or-Azur vieillis de seize ans. Ces derniers ont une fille de 17 ans (l'âge de Glin, le fils de Lanfeust et Cixi), nommée Cixi comme sa tante à qui elle ressemble physiquement. Elle dispose, à la base, d'un pouvoir agissant sur les couleurs mais elle acquiert rapidement la capacité de l'échanger avec d'autres. Cet arc voit également apparaître quatre nouveaux personnages féminins : les épouses de Lanfeust, qui le suivent dans sa quête.
Personnages principaux
- Lanfeust
- Hébus

## Albums
Il était prévu que chaque histoire du cycle de Lanfeust Odyssey soit déployée sur deux tomes. Ces deux volumes constitueront des diptyques d'un total de 90 pages, mais en conservant le même nombre de cases que pour une bande dessinée classique de 46 planches. Tarquin va pouvoir créer des illustrations sur des doubles pages ou des pages de 3 à 5 cases. Finalement, seuls les tomes 1 et 2 sont un diptyque, les tomes suivants reprenant un mode "saga" comme les cycles 1 et 2.
| N° | Titre                         | Scénariste          | Dessinateur / Coloriste      | Première publication | Éditeur | ISBN       |
| -- | ----------------------------- | ------------------- | ---------------------------- | -------------------- | ------- | ---------- |
| 1  | L'Énigme Or-Azur - 1re partie | Christophe Arleston | Didier Tarquin / Fred Besson | 12 novembre 2009     | Soleil  | 2302014510 |
| 1  | L'Énigme Or-Azur - 2e partie  | Christophe Arleston | Didier Tarquin / Lyse        | 22 septembre 2010    | Soleil  | 2302012518 |
| 2  | Le Banni d'Eckmül             | Christophe Arleston | Didier Tarquin               | 6 décembre 2011      | Soleil  | 2302018559 |
| 3  | La Grande Traque              | Christophe Arleston | Didier Tarquin               | 12 novembre 2012     | Soleil  | 2302024249 |
| 4  | Le Piège des sables           | Christophe Arleston | Didier Tarquin               | 20 novembre 2013     | Soleil  | 230203631X |
| 5  | Le Delta bilieux              | Christophe Arleston | Didier Tarquin               | 19 novembre 2014     | Soleil  | 2302042662 |
| 6  | La Méphitique Armada          | Christophe Arleston | Didier Tarquin               | 18 novembre 2015     | Soleil  | 2302048512 |
| 7  | Tseu-Hi la Gardienne          | Christophe Arleston | Didier Tarquin               | 23 novembre 2016     | Soleil  | 2302055926 |
| 8  | Le Stratège ingénu            | Christophe Arleston | Didier Tarquin / Lyse        | 22 novembre 2017     | Soleil  | 2302062914 |
| 9  | Un destin karaxastin          | Christophe Arleston | Didier Tarquin               | 28 novembre 2018     | Soleil  | 2302072790 |

## Éditeur
- Soleil